# 東葛飾病院
医療法人社団福聚会 東葛飾病院（いりょうほうじんしゃだんふくじゅかい ひがしかつしかびょういん）は、千葉県野田市において医療法人社団福聚会が開設運営する、千葉県最北端の医療機関（病院）である。
同院の特色は、短時間通所リハビリテーション「あるけーる」など、患者の自立支援に向けた多様なリハビリテーションの提供を行っており、定評がある。
なお、同じ東葛北部医療圏で展開する東葛病院や東葛クリニック病院、東葛クリニック野田等と混同されやすいが、別の機関である。

## 沿革
- 1919年（大正8年） - 千葉県東葛飾郡二川村（現千葉県野田市）に前身となる医院を開設。
- 1987年（昭和62年）8月1日 - 医療法人社団福聚会東葛飾病院として開業。

## 診療科
- 内科
- 胃腸科
- 外科
- 整形外科
- 皮膚科
- リハビリテーション科
- 泌尿器科
- 脳外科
- 内科（ペインクリニック）
- 麻酔科

## 医療機関の指定等
- 保険医療機関
- 労災保険指定医療機関
- 感染症の予防及び感染症の患者に対する医療指定機関
- 生活保護法指定病院
- 原子爆弾被害者一般疾病医療取扱医療機関
- 公害医療認定病院

## 交通アクセス
- 春日部駅東口より朝日バス「関宿はやま工業団地行き」乗車、「中戸」停留所下車。
- 川間駅より朝日バス「境・関宿城博物館・はやま工業団地行き」 乗車、「中戸」停留所下車。
- まめバス「関宿城ルート」乗車、「中戸」停留所下車。
- 首都圏中央連絡自動車道（圏央道） 境古河インターチェンジ、または五霞インターチェンジより自動車で約15分。

## 関連施設
- 介護老人保健施設福聚苑（千葉県野田市中戸20番地） を隣接地に併設。
- サービス付き高齢者向け住宅おひさまハウス柏（千葉県柏市関場町4-23）。